# Кійоші Ямашіта
Кійоші Ямашіта (яп. 山下 清; 10 березня 1922 – 12 липня 1971) — японський художник, відомий своїми мандрами Японією, під час яких частіше за все він був вдягнений лише у легке кімоно, а містам, в яких мандрував, давав військові звання, через що отримав прізвисько "Голий Генерал".

## Раннє життя
Ямашіта народився в Асакусі, Токіо. У віці трьох років у нього був гострий абдомінальний розлад, який, хоч і не загрожував життю, залишив у нього легку ваду мови та деякі неврологічні ушкодження.
У початковій школі Ямашіта став жертвою знущань і одного разу поранив однокласника ножем. Через це його батьки вирішили перевести його до закладу Яхата для розумово відсталих у Ічікаві, Тіба . Його IQ оцінили в 68.  Саме тут він почав експериментувати, використовуючи розірвані шматки паперу для створення картин. Його талант визнав експерт із психічного здоров’я Рюзабуро Сікіба, який організував виставку робіт Ямашіти в Осаці, яка отримала визнання широкої публіки.
Втомившись від життя в закладі та щоб уникнути обов'язкового медичного огляду для призову в японську імператорську армію, Ямашіта втік у 1940 році, щоб почати свої мандри Японією, які триватимуть до 1954 року.
В 21 рік працівники закладу застали його допомагаючим у ресторані та змусили скласти іспит із прийому на роботу. Зрештою його визнали непридатним до виконання роботи. Події того часу були записані в його «Мандрівному щоденнику» 1956 року, і найпопулярніший образ Ямашіти, який сам мандрує країною зі своїм рюкзаком, походить саме з цього періоду.

## Роботи
Ямашіта використовував метод тігірі-е, склеюючи порвані шматки кольорового паперу, щоб зобразити пейзажі, які він бачив під час своїх подорожей, і деякі з його найвідоміших робіт, такі як «Нагаока но ханабі» та «Сакурадзіма», були зроблені таким чином. Володіючи ейдетичною пам'яттю, Ямасіта зазвичай відтворював всю сцену по пам'яті, коли повертався до закладу або додому. Через це вважається що Ямашіта був хворим синдромом саванта.

## Смерть
Ямашіта помер від крововиливу в мозок у віці 49 років.

## Спадщина та визнання
Його роботи досі високо цінуються в Японії, часто організовуються виставки його картин. Життя Ямашіти було зображено в довгостроковій японській телевізійній драмі Hadaka no Taishō Hōrōki (яп. 裸の大将放浪記, The Wandering Record of The Naked General) , яка виходила з 1980 по 1997 рік.

## Зовнішні посилання
- Офіційний сайт (японська)